# ジョーダン・193
ジョーダン・193 (Jordan 193) は、ジョーダン・グランプリが1993年のF1世界選手権参戦用に開発したフォーミュラ1カー。設計者はゲイリー・アンダーソンとジョーダン・デザインチーム。1993年の開幕戦から最終戦まで実戦投入された。

## 193
前年型192を正常進化させたマシン。ゲイリー・アンダーソンは「193のモノコックはまるまる100%、192のモノコックと同じものを流用した」と証言している。その理由は、「資金の節約と、開発時間を短縮するためにクラッシュテストを通さずに193を作ろうとしていた。モノコックを新しくすると、また新たにテストを受けないといけないからね。」と述べている。その一方でウィング取りつけ方法などは191をベースにした192とは打って変わり、アンヘドラル・ウィングから吊り下げ式のフロントウィングに変更された。193の場合はハイノーズの下に3枚のステーを3角形に並べて、フロントウィングを懸架するというオリジナルの方法だったが、造形的にはアンダーソンが「なんの面白みも無く、美しくない取り付け方法で不本意だった。」点が理由で、あまり好きではないマシンだとしている。
また、チームの規模に見合う範囲でハイテク装置を開発し、6速横置きセミオートマチックトランスミッション（セミAT）とセミアクティブサスペンション（車高調整システム）を採用した。
エンジンは信頼性不足で不発に終わったヤマハに替えて、ハートのV型10気筒エンジンを搭載した。プライベートメーカーであるハートは、1986年以来7年振りのF1復帰となった。

## 1993年シーズン
ドライバーは1992年の国際F3000選手権ランキング3位のルーベンス・バリチェロとフェラーリから移籍してきたイヴァン・カペリを起用した。新人バリチェロがポジションを確立する一方、もう一方のシートは落ち着きなく5人が入れ替わった。
カペリが第2戦ブラジルGPで予選落ちを喫すると、資金的な理由で解雇となり、第3戦からの後任には、スポンサーのブラウン&ウィリアムソン（バークレイ）が希望したことから、リジェのシートを失い浪人中だったティエリー・ブーツェンが加入した（バークレイが1985-86シーズンタイトルスポンサーを務めたアロウズでブーツェンとパイプがあった）。しかし長身のブーツェンは193のモノコックサイズが合わず、地元レースの第12戦ベルギーGPでF1からの引退を表明。第13戦イタリアGPはマルコ・アピチェラ、第14戦ポルトガルGPはエマニュエル・ナスペッティ、第15戦日本GPと最終戦オーストラリアGPはエディ・アーバインがドライブした。アーバインには6月のル・マン24時間レースで現地を訪れていたエディ・ジョーダンがシーズン後半戦からのレギュラー参戦を持ちかけたが、アーバインは全日本F3000選手権タイトル獲得を優先したため、終盤2戦のみの参戦となった。
ハートエンジンは軽量コンパクトで、昨年までの大型で重かったヤマハV型12気筒エンジンと比べてポテンシャルを秘めていたが、信頼性は不足気味でリタイヤも多かった。それでも、バリチェロが第3戦ヨーロッパGPで雨の中一時2位を走行するなど速さを見せ、日本GPでバリチェロが5位、アーバインが6位とダブル入賞を果たし、コンストラクターズも前年より1つ上の10位を記録した。

## スペック

### シャーシ
- シャーシ名 193
- 前トレッド 1,680mm
- 後トレッド 1,610mm
- ホイールベース 2,800mm
- 重量 505kg
- クラッチ AP
- ホイール O・Z
- タイヤ グッドイヤー

### エンジン
- エンジン名 ハート1035
- 気筒数・角度 V型10気筒・72度
- 排気量 3,500cc
- スパークプラグ ユニパート
- 燃料 サソル
- 潤滑油 ユニパート

## 記録
| 年     | 型  | エンジン        | タイヤ | No. | ドライバー   | 1   | 2   | 3   | 4   | 5   | 6   | 7   | 8   | 9   | 10  | 11  | 12  | 13  | 14  | 15  | 16  | ポイント | ランキング |
| 年     | 型  | エンジン        | タイヤ | No. | ドライバー   | RSA | BRA | EUR | SMR | ESP | MON | CAN | FRA | GBR | GER | HUN | BEL | ITA | POR | JPN | AUS | ポイント | ランキング |
| ------ | --- | --------------- | ------ | --- | ------------ | --- | --- | --- | --- | --- | --- | --- | --- | --- | --- | --- | --- | --- | --- | --- | --- | -------- | ---------- |
| 1993年 | 193 | ハート 1035 V10 | G      | 14  | バリチェロ   | Ret | Ret | 10  | Ret | 12  | 9   | Ret | 7   | 10  | Ret | Ret | Ret | Ret | 13  | 5   | 11  | 3        | 10位       |
| 1993年 | 193 | ハート 1035 V10 | G      | 15  | カペリ       | Ret | DNQ |     |     |     |     |     |     |     |     |     |     |     |     |     |     | 3        | 10位       |
| 1993年 | 193 | ハート 1035 V10 | G      | 15  | ブーツェン   |     |     | Ret | Ret | 11  | Ret | 12  | 11  | Ret | 13  | 9   | Ret |     |     |     |     | 3        | 10位       |
| 1993年 | 193 | ハート 1035 V10 | G      | 15  | アピチェラ   |     |     |     |     |     |     |     |     |     |     |     |     | Ret |     |     |     | 3        | 10位       |
| 1993年 | 193 | ハート 1035 V10 | G      | 15  | ナスペッティ |     |     |     |     |     |     |     |     |     |     |     |     |     | Ret |     |     | 3        | 10位       |
| 1993年 | 193 | ハート 1035 V10 | G      | 15  | アーバイン   |     |     |     |     |     |     |     |     |     |     |     |     |     |     | 6   | Ret | 3        | 10位       |

- DNQは予選不通過

## 参照
1. ↑  “STATS F1 - Jordan 193”.   Statsf1.com. 2010年8月23日閲覧。
2. 1 2  ゲーリー・アンダーソン「全仕事」至高へのエゴイズム TYPE 193 F1グランプリ特集9月号 79頁 ソニーマガジンズ 1995年9月16日発行